# Stejaru, Mehedinți
Stejaru este un sat în comuna Corcova din județul Mehedinți, Oltenia, România.